# Olympische Winterspiele 2022/Shorttrack – 5000 m Staffel (Männer)
Die 5000-m-Shorttrack-Staffel der Männer bei den Olympischen Winterspielen 2022 wurde vom 11. bis 16. Februar im Hauptstadt-Hallenstadion in Peking ausgetragen.

## Bestehende Rekorde
| Weltrekord         | Csaba Burján, Cole Krueger, Shaoang Liu, Shaolin Sándor Liu | 6:28,625 min | Calgary     | 4. November 2018 |
| Olympischer Rekord | Shaoang Liu, Shaolin Sándor Liu, Viktor Knoch, Csaba Burján | 6:31,971 min | Pyeongchang | 22. Februar 2018 |

## Ergebnisse

### Vorläufe
QA – Qualifikation für das A-Finale
QB – Qualifikation für das B-Finale
| Rang | Lauf | Land        | Athleten                                                              | Zeit (min) | Anmerkung |
| ---- | ---- | ----------- | --------------------------------------------------------------------- | ---------- | --------- |
| 1    | 1    | Kanada      | Charles Hamelin Maxime Laoun Steven Dubois Pascal Dion                | 6:38,752   | QA        |
| 2    | 1    | Italien     | Pietro Sighel Yuri Confortola Tommaso Dotti Andrea Cassinelli         | 6:38,899   | QA        |
| 3    | 1    | Japan       | Kazuki Yoshinaga Shōgo Miyata Kōta Kikuchi Katsunori Koike            | 6:40,446   | QB        |
| 4    | 1    | China       | Wu Dajing Ren Ziwei Sun Long Li Wenlong                               | 6:51,040   | ADV A     |
| 1    | 2    | Südkorea    | Lee June-seo Kim Dong-wook Hwang Dae-heon Kwak Yoon-gy                | 6:37,879   | QA        |
| 2    | 2    | ROC         | Semjon Jelistratow Konstantin Iwlijew Pawel Sitnikow Denis Airapetjan | 6:37,925   | QA        |
| 3    | 2    | Niederlande | Itzhak de Laat Sjinkie Knegt Sven Roes Jens van ’t Wout               | 6:37,927   | QB        |
| 4    | 2    | Ungarn      | Shaoang Liu Shaolin Sándor Liu John-Henry Krueger Bence Nógrádi       | 6:45,172   | QB        |

### Finale

#### B-Finale
| Rang | Land        | Athleten                                                        | Zeit (min) | Anmerkung |
| ---- | ----------- | --------------------------------------------------------------- | ---------- | --------- |
| 6    | Ungarn      | Shaoang Liu Shaolin Sándor Liu John-Henry Krueger Bence Nógrádi | 6:39,713   |           |
| 7    | Niederlande | Itzhak de Laat Sjinkie Knegt Sven Roes Jens van ’t Wout         | 6:39,780   |           |
| 8    | Japan       | Kazuki Yoshinaga Shōgo Miyata Kōta Kikuchi Katsunori Koike      | 6:40,545   |           |

#### A-Finale
| Rang | Land     | Athleten                                                              | Zeit (min) | Anmerkung |
| ---- | -------- | --------------------------------------------------------------------- | ---------- | --------- |
| 1    | Kanada   | Charles Hamelin Steven Dubois Pascal Dion Jordan Pierre-Gilles        | 6:41,257   |           |
| 2    | Südkorea | Lee June-seo Hwang Dae-heon Kwak Yoon-gy Park Jang-hyuk               | 6:41,679   |           |
| 3    | Italien  | Pietro Sighel Yuri Confortola Tommaso Dotti Andrea Cassinelli         | 6:43,431   |           |
| 4    | ROC      | Semjon Jelistratow Konstantin Iwlijew Pawel Sitnikow Denis Airapetjan | 6:43,440   |           |
| 5    | China    | Wu Dajing Ren Ziwei Sun Long Li Wenlong                               | 6:51,654   |           |